# Johannes de Hullu
Johannes de Hullu (Cadzand, 12 december 1864 - Cadzand, 20 november 1940) was archivaris van het Algemeen Rijksarchief te 's-Gravenhage.
Johannes de Hullu is afkomstig uit een hugenotengeslacht en zoon van Jacobus de Hullu, die landbouwer was, en Maria de Hullu. Zelf bleef hij ongetrouwd.
Hij studeerde letteren te Leiden en deed in 1888 zijn doctoraal, waarna hij in 1892 cum laude promoveerde op het onderwerp: Bijdrage tot de geschiedenis van het Utrechtsche schisma. Daarna was hij aanvankelijk gemeente-archivaris van Deventer, vervolgens chartermeester van het Rijksarchief te Utrecht en sedert 1902 archivaris van het Algemeen Rijksarchief te 's-Gravenhage. Zijn terrein betrof daar de Vereenigde Oostindische Compagnie en de Admiraliteit, later ook de West-Indische Compagnie. Hij schreef daar diverse brochures over, maar werd vooral bekend door zijn pamflet tegen de Belgische eis tot annexatie van Zeeuws-Vlaanderen, zoals die in 1919 werd geformuleerd. Deze brochure heette: Zeeuwsch Vlaanderen door historie en volksaard Noord-Nederlandsch gebied.
De Hullu was conservatief van aard. In 1924 kreeg hij, vanwege bezuinigingen, vervroegd ontslag, waarna hij zich in Middelburg vestigde. In 1925 ging hij in Cadzand wonen. Daar wijdde hij zich aan de studie van de geschiedenis van Zeeuws-Vlaanderen. Via zijn gepubliceerde geschriften droeg hij veel bij aan de ontwikkeling van de heemkunde aldaar.

## Publicaties
- Bescheiden betreffende de Hervorming in Overijssel, Deventer, 1899.
- De verovering van het land van Cadzand onder het beleid van prins Maurits van Oranje in 1604, Breskens, 1904
- Catalogus van de archieven van de kleine kapittelen en kloosters, Utrecht, 1905
- Andries Vierlingh, Tractaet van dijckagie, 's-Gravenhage, 1920 - teksteditie met A.G. Verhoeven
- Register of the Walloon Church of Cadzand in Holland, 1685-1724, Londen, 1934
- Uit het leven van den Cadzandschen landbouwer in vroeger dagen, Oostburg, 1937
- De Belgische aanvallen op Westelijk Zeeuwsch-Vlaanderen in 1830 en 1831, Oostburg, 1936